# Lưu Xán
Lưu Xán (giản thể: 刘粲; phồn thể: 劉粲; bính âm: Liú Càn) (?-318), tên tự Sĩ Quang (士光), gọi theo thụy hiệu là Hán (Triệu) Ẩn Đế (漢(趙)隱帝), là hoàng đế thứ tư của nhà Hán Triệu trong lịch sử Trung Quốc, ông chỉ trị vì trong một thời gian ngắn ngủi vào năm 318 trước khi bị nhạc phụ mà ông tin tưởng giết hại.

## Khi là Hà Nội vương và Tấn vương
Lưu Xán là con trai của Lưu Thông với người vợ cả là Hô Diên Hoàng hậu. Sau khi Lưu Hòa lên ngôi hoàng đế đã cho quân đi giết chết các anh em ruột của mình, Lưu Thông sau đó đã giành lấy ngai vàng từ người huynh trưởng này. Tuy nhiên, Lưu Xán đã không được lập làm thái tử do Lưu Thông đã hứa và lập Lưu Nghệ, anh em dị mẫu của mình và là con trai của Đan Hoàng hậu, làm thái tử. Lưu Xán được lập làm Hà Nội vương và được giao chỉ huy một lực lượng quân lính đáng kể. Ông từng là một trong những đại tướng vào thời kỳ đầu trị vì của Lưu Thông, cùng với người anh em họ của cha mình là Lưu Diệu, Vương Di (王彌), và Thạch Lặc. Ông là một vị tướng có thực quyền, tuy năng lực không bằng Lưu Diệu và Thạch Lặc, ông cũng đã có thành công nhất định trong các trận chiến, mặc dù các trận chiến này phần lớn không đạt được mục đích cuối cùng. Hô Diên Hoàng hậu mất năm 312.
Những năm sau, Lưu Thông ngày càng tin tưởng Lưu Xán, ban cho con trai mình nhiều quyền lực hơn nữa. Tròng thời trai trẻ, Lưu Xán được coi là có khả năng trong việc quản trị và quân sự. Tuy nhiên, sau khi Lưu Thông lập Lưu Xán làm thừa tướng và phong ông làm Tấn vương vào năm 314, Lưu Xán được mô tả là đã trở nên kiêu ngạo và lạm quyền. Ông trở nên thân thiết với những kẻ xu nịnh, không sẵn sàng lắng nghe những lời khuyên trung thực, tàn nhẫn, và bận rộn với việc xây dựng cung điện, giống như phụ hoàng của ông. Ông rất tin tưởng vào nhạc phụ Cận Chuẩn (靳準), một nhân vật nguy hiểm.
Trong khi Lưu Xán không có nhiều động cơ để chống lại thúc phụ là Thái tử Lưu Nghệ, thì vào năm 316, Cận Chuẩn cùng với thân cận Quách Y (郭漪) bịa truyện với Lưu Xán rằng Thái tử Lý Nghệ có kế hoạch nổi loạn, cùng với các huynh đệ của Lưu Xán là Lưu Phu (劉敷) và Lưu Mại (劉勱). Lưu Xán tin vào họ, đặc biệt là sau khi được xem những bằng chứng ngụy tạo, Lưu Thông cũng tin câu truyện của Cận Chuẩn và Quách Y.
Vào mùa xuân năm 317, Lưu Xán cuối cùng đã sẵn sàng cho một kế hoạch nhằm loại bỏ thúc phụ, tức Thái tử Lưu Nghệ. Ông thông báo gian dối với Thái tử rằng Bình Dương bị tấn công và rằng thuộc cấp của thái tử nên chuẩn bị để giao chiến. Sau đó, Lưu Xán lại báo cho phụ hoàng rằng Thái tử đã sẵn sàng tấn công và khi người đưa tin của Lưu Thông chứng kiến quân của Thái tử, họ đã tin vào các cáo buộc và báo lại cho Lưu Thông. Lưu Xán sau đó tiếp tục thẩm vấn các thuộc cấp của Thái tử Lý Nghệ, các tộc trưởng người Đê và Khương (do Thái tử chỉ huy, dựa trên việc ông mang tước hiệu Đại Thiền vu) bằng hình thức tra tấn, các tộc trưởng người Đê và Khương buộc phải giả vờ thú nhận âm mưu. Các thuộc hạ và binh lính của Thái tử Lưu Nghệ bị thảm sát, ước tính lên tới 15.000 người, còn bản thân Thái tử bị phế truất và sau đó bị Cận Chuẩn ám sát. Khi các bộ lạc người Đê và Khương nổi dậy để trả thù cho các tộc trưởng của họ, Lưu Thông đã cử Cận Chuẩn đến đàn áp, Cận Chuẩn đã giành chiến thắng. Vào mùa thu năm 317, Lưu Thông lập Lưu Xán làm thái tử.

## Trị vì
Lưu Thông qua đời vào mùa hè năm 318, Lưu Xán lên kế vị. Ông lập vợ mình làm Cận Hoàng hậu, và con trai Lưu Nguyên Công (劉元公) làm thái tử. Ông rất tín nhiệm nhạc phụ Cận Chuẩn, tin tưởng người này hơn tất cả những người còn lại, bao gồm cả các huynh đệ của mình. Ông cũng tự cho phép mình hưởng thụ với bốn hoàng hậu của cha, bao gồm con gái của Cận Chuẩn là Cận Nguyệt Hoa (靳月華) và các hoàng hậu họ Phàn, Tuyên và Vương, bỏ bê việc triều chính cho Cận Chuẩn. Theo đề xuất của Cận Chuẩn, ông hạ lệnh bắt giữ và giết chết các huynh đệ là Lưu Ký (劉驥), Lưu Sính (劉逞), Lưu Mại, cùng các đại thần Lưu Cảnh (劉景) và Lưu Nghĩ (劉顗). Ông còn nghĩ đến việc tấn công lãnh địa của tướng Thạch Lặc, nhân vật đang kiểm soát phần phía đông của đế quốc, tin rằng Thạch Lặc phản nghịch. Trong khi đó, sau khi Lưu Xán giết chết các đại thần, Cận Chuẩn bắt đầu tiến hành chính biến và giết chết Lưu Xán, sau đó thảm sát hoàng tộc. Lưu Diệu xưng mình là người kế thừa ngôi vị hoàng đế Hán, song Hán Triệu đã thay đổi nhiều sau cái chết của Lưu Xán.